# Trypanaresta thomsoni
Trypanaresta thomsoni är en tvåvingeart som först beskrevs av Friedrich Georg Hendel 1914.  Trypanaresta thomsoni ingår i släktet Trypanaresta och familjen borrflugor. Inga underarter finns listade i Catalogue of Life.